# Władysław Cyganiewicz
Władysław Cyganiewicz (ur. 20 listopada 1891 w Jodłowej, zm. 10 czerwca 1968 w Savannah) – polski wrestler i siłacz, lepiej znany pod swoim pseudonimem ringowym jako Władek Zbyszko lub pod przydomkiem Zbyszko II, brat Stanisława Cyganiewicza.

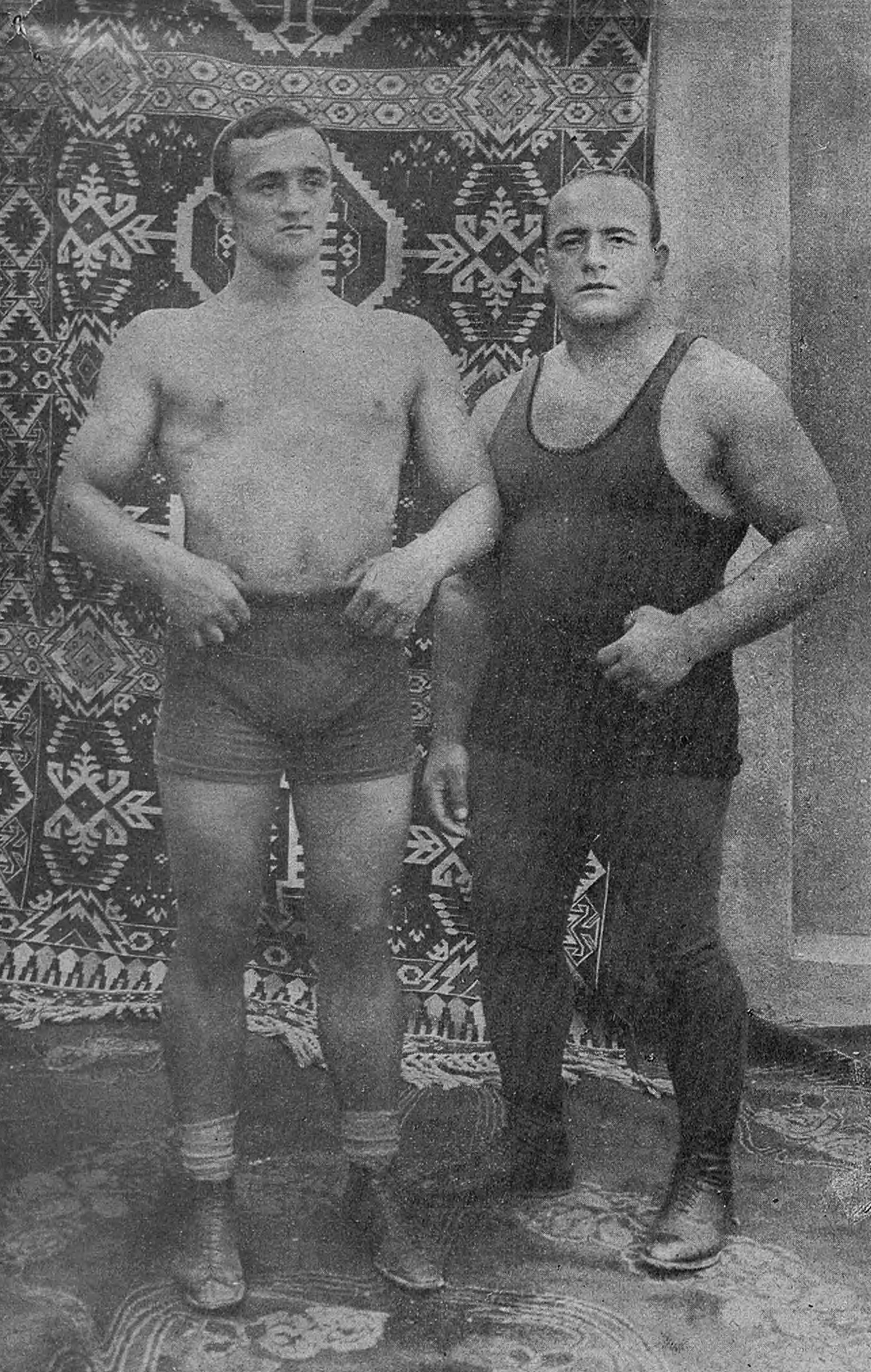
Stanisław i Władysław Cyganiewiczowie w Krakowie (1911)

## Życiorys
Urodził się 20 listopada 1891 w Jodłowej w Królestwie Galicji i Lodomerii. Początkowo był siłaczem i trenował zapasy. Gdy kończył szkołę średnią, poszedł w ślady brata, zapaśnika i wrestlera Stanisława Cyganiewicza, i razem z nim wyjechał do Stanów Zjednoczonych, aby zostać wrestlerem.
Pod koniec 1911 zwyciężył podczas międzynarodowych zapasów atletycznych w Bukareszcie zdobywając złoty pas czempioński, a ponadto otrzymał honorowy medal.
Jego pierwsza udokumentowana walka wrestlerska w Stanach Zjednoczonych odbyła się 23 kwietnia 1913 w Chicago. W 1914 dwukrotnie walczył na prestiżowym obiekcie sportowym Madison Square Garden w Nowym Jorku.
5 czerwca 1917 pokonał Eda Lewisa, częściowo uznawanego posiadacza oryginalnego mistrzostwa świata w wrestlingu. Ich walka nie była zaplanowana jako walka o tytuł, a Zbyszko przypiął przeciwnika tylko raz w two-out-of-three falls matchu, ale i tak przypisywał sobie mistrzostwo. Lewis, chcąc rozwiać wszelkie wątpliwości, pokonał Zbyszka 4 lipca 1917. 22 grudnia 1917 Zbyszko pokonał Lewisa na międzynarodowym turnieju, ale pomimo przegranej Lewis nadal uważał się za mistrza. 8 lutego 1918 Earl Caddock pokonał Zbyszko w walce i od tej pory obaj zawodnicy rościli sobie prawa do posługiwania się tytułem mistrza. 19 maja 1918 Lewis pokonał Zbyszko po raz drugi, przejmując tytuł mistrzowski. Spór Lewisa i Zbyszko został ostatecznie rozstrzygnięty 21 marca 1919. Zbyszko pokonał przeciwnika i przejął jego tytuł. Dyskusyjne panowanie Zbyszka zostało natomiast ostatecznie zakończone 9 maja 1919 przez Joe Stecher, który go pokonał, a wkrótce został oficjalnie i powszechnie uznany za mistrza świata.
Swoją ostatnią walkę stoczył w 1950. Po przejściu na emeryturę razem z bratem Stanisławem Cyganiewiczem zajął się trenowaniem wrestlerów na ich farmie w Savannah w stanie Missouri. Przypisuje mu się trenowanie między innymi wrestlera Harleya Race’a. Zmarł w Savannah 10 czerwca 1968

## Mistrzostwa i osiągnięcia
- Niezależne mistrzostwa
  - American Heavyweight Championship (1 raz)[6]
  - World Heavyweight Wrestling Championship (3 razy, częściowo uznawane)[4][5]
- Professional Wrestling Hall of Fame and Museum
  - Wprowadzony w 2009[2]
- Wrestling Observer Newsletter
  - Wrestling Observer Newsletter Hall of Fame (2010)[6]